# 应书岭
应书岭（1981年—），生于中国上海，中国企业家，亚奥理事会电竞委员会成员，政协陕西省第十三届委员会委员，现任英雄互娱董事长、英雄体育VSPO董事长。

## 经历
2013年，应书岭出任纳斯达克CMGE中国手游集团总裁；2015年，创办游戏开发与发行公司英雄互娱，担任董事长；2016年，创办电竞运营公司英雄体育VSPO，担任董事长。2023年2月，由应书岭创办的电竞运营商英雄体育VSPO获得了沙特主权基金Savvy 18亿现金投资。